# How Do You Sleep?
«How Do You Sleep?» (с англ. — «Как тебе спится?») — песня Джона Леннона из его сольного альбома Imagine, выпущенного в 1971 году, направленная против бывшего соратника по группе The Beatles Пола Маккартни (после того как последний начал судебное разбирательство против бывших участников группы). В записи песни также принимал участие ещё один бывший «битл» Джордж Харрисон, исполнивший слайд-гитарное соло.

## Содержание
«How Do You Sleep?» построена в форме монолога-обращения поющего к собеседнику. В песне звучат практически прямые оскорбления в адрес Пола Маккартни, хоть его имя ни разу не произносится. При этом во всех случаях с местоимением you (с англ. — «ты») используется форма глагола was вместо литературной нормы were.
Песня начинается со звуков, напоминающих начало «Sgt. Pepper’s Lonely Hearts Club Band», первой песни с одноимённого альбома The Beatles, после чего звучит первая строчка «So Sergeant Pepper took you by surprise…» (с англ. — «Итак, сержант Пеппер застал тебя врасплох»), являющейся явным указанием на этот альбом. Далее идёт упоминание о легенде о гибели Маккартни, звучащее довольно злобно («Those freaks was right when they said you was dead» (с англ. — «Эти чудаки были правы, говоря, что ты умер»)). Строки «The only thing you done was yesterday/And since you’ve gone you’re just another day» (с англ. — «Единственное, что ты сделал, было вчера/А после того, как ты ушёл, ты — лишь ещё один день»), кроме игры слов, содержат ещё и явное оскорбление. Первая упомянутая песня — «Yesterday», самая популярная песня Маккартни и одна из самых известных песен The Beatles — известна ещё и тем, что это первый «сольный» проект участников группы, так как в её записи, кроме Пола Маккартни, не принимал участия никто из музыкантов «ливерпульской четвёрки». «Another Day» — это сингл Маккартни, вышедший немного ранее в том же 1971 году.
Строкой «Jump when your Momma tell you anything» Леннон намекнул на песню The Beatles авторства Пола Маккартни «Let It Be».
Одним из последних и самых жёстких обвинений является «The sound you make is muzak to my ears» (muzak — стиль музыки для лифтов, ресторанов и магазинов, то есть коммерческая, примитивная, фоновая музыка). В оригинальном тексте песни также содержалось прямое оскорбление в крайне нецензурной форме — How Do You Sleep, Ya Cunt? — которое в окончательном варианте записи было убрано, но тем не менее сохранилось в кадрах съёмки процесса звукозаписи в студии.

## Обстоятельства записи
Хотя в выходных данных пластинки Леннон был указан единственным автором текста, многие источники указывают на то, что в написании текста принимали участие также Йоко Оно и Аллен Клейн, менеджер Джона.
Леннон сам ранее подвергался нападкам со стороны Маккартни, который позже признал, что песня «Too Many People» с его альбома Ram направлена против Леннона (Леннон также считал, что и некоторые другие песни с этого альбома, такие как «3 Legs», содержали подобные намёки). Кроме того, на обложке альбома Ram был изображён Пол Маккартни, держащий за рога барана; приняв это на свой счёт, Леннон вложил в Imagine открытку, на которой он держит за уши свинью.
Во время записи «How Do You Sleep?» студию посетил Ринго Старр, который был недоволен ею и, по сообщениям, сказал «Хватит, Джон» (англ. That’s enough, John).

## Отзывы и приём
Рецензент Rolling Stone назвал «How Do You Sleep?» в числе наиболее сильных с музыкальной точки зрения, но счёл её «ужасающей и неоправданной».

## Участники записи
- Джон Леннон — вокал, ритм-гитара
- Клаус Форман — бас-гитара
- Алан Уайт — ударные
- Никки Хопкинс — электрическое фортепиано
- Джордж Харрисон — слайд-гитара
- The Flux Fiddlers — струнные

## Другие версии
- Группа The Magnificent Bastards, сайд-проект солиста Stone Temple Pilots Скотта Уайланда, записала кавер-версию для трибьют-альбома 1995 года Working Class Hero: A Tribute to John Lennon.
- Группа Replicants записала кавер-версию для своего дебютного и единственного одноимённого альбома.
- Кроме того, песня включена в альбом 1998 года John Lennon Anthology.